# Еврорегион «Днепр»

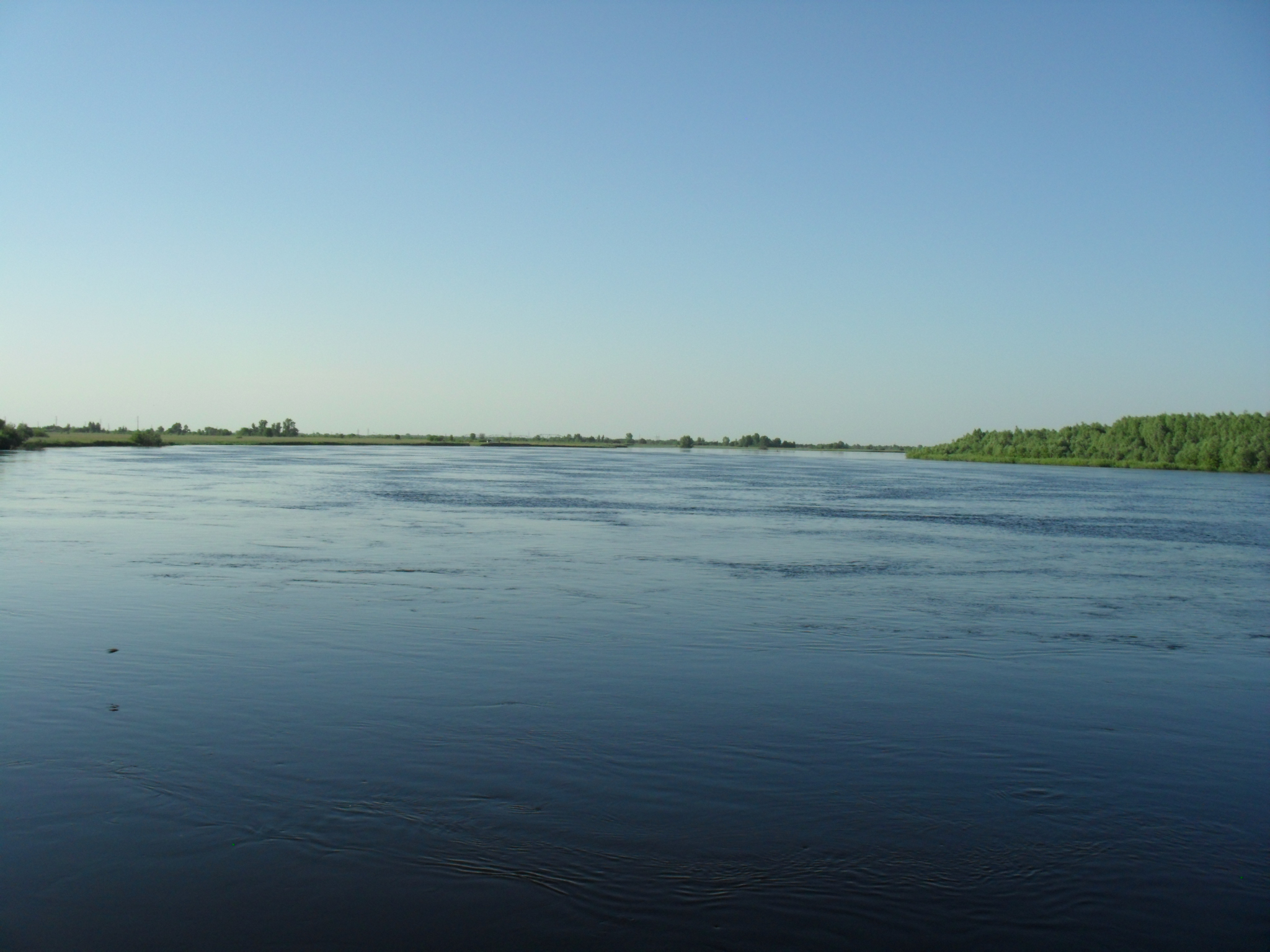
Река Днепр на границе Гомельской области Беларуси и Черниговской области Украины, граничащих с Брянской областью России.

Еврорегион «Днепр» (бел. еўрарэгіён «Дняпро», укр. єврорегіон «Дніпро») — приграничное сообщество, созданное в 2003 г. на территории областей трёх государств: Брянской области Российской Федерации, Гомельской области Белоруссии и Черниговской области Украины. «Днепр» стал первым еврорегионом на постсоветском пространстве, созданным без участия стран-членов и кандидатов на вступление в Европейский Союз.

## Основные сведения
В Уставе еврорегиона «Днепр» главной его целью называется содействие социально-экономическому развитию, научному и культурному сотрудничеству приграничных территорий.
Структура еврорегиона включает в себя:
- Совет Приграничного сообщества;
- Президиум Сообщества;
- Секретариат Сообщества;
- координационные бюро Секретариата в Брянске, Гомеле и Чернигове;
- ревизионную комиссию;
- рабочие группы.

В качестве основных направлений деятельности еврорегиона можно назвать:
- экономику и занятость,
- транспорт и связь,
- культуру и образование,
- туризм,
- здравоохранение,
- социальную сферу,
- инфраструктуру и защиту окружающей среды.

В области экологии приоритетными и первоочередными являются вопросы, связанные с последствиями Чернобыльской аварии, а также проблемы бассейнов рек Десны и Днепра.

## Издания
- Археологические исследования в Еврорегионе «Днепр» в 2011 году: междунар. научный ежегодник / Черниговский нац. педагогический ун-т им. Т. Г. Шевченко. — Чернигов: Десна. Полиграф, 2012. — 168 с. ISBN 978-966-264-619-1.
- Археологические исследования в еврорегионе «Днепр» в 2012 году: междунар. сб. науч. ст. / междунар. редкол.: О. М. Демиденко (отв. ред.), Н. Н. Кривальцевич (зам. отв. ред.), О. М. Макушников (науч. ред.), Ю. В. Панков (отв. секр.) [и др.]; Гом. обл. исполн. ком., Ин-т истории НАН Б, Гом. гос. ун-т им. Ф. Скорины [и др.]. – Гомель: ГГУ им. Ф. Скорины, 2013. — 201 с. ISBN 978-985-439-791-7.
- Археологические исследования в еврорегионе «Днепр» в 2013 году: научный ежегодник / Брянский гос. ун-т им. акад. Г. И. Петровского. — Брянск, 2015. — 292 с. ISBN 978-9734-0217-4.[3]